# Sanne Dekker
Sanne Dekker (n. 29 septembrie 1993, Tilburg, Țările de Jos) este o sportivă ce a reprezentat Țările de Jos. A participat la Jocurile Olimpice de Tineret din 2012 în care a câștigat o medalie de aur.

## Participări
Lista de mai jos prezintă principalele competiții la care a participat Sanne Dekker de-a lungul carierei.
- Jocurile Olimpice pentru tineret din 2012[2]